# Batrachorhina paralichenea
Batrachorhina paralichenea är en skalbaggsart som beskrevs av Stefan von Breuning 1971. Batrachorhina paralichenea ingår i släktet Batrachorhina och familjen långhorningar.
Artens utbredningsområde är Madagaskar. Inga underarter finns listade.